# Genès de Thiers
Pour les articles homonymes, voir Genès.
Genès de Thiers est un saint chrétien, disciple de Syrénat (compagnon d'Austremoine de Clermont) et évangélisateur de l’Auvergne mort en martyr au IIIe siècle ou au début du IVe siècle.

## Biographie
Selon le martyrologe romain, il serait venu adolescent de Mycènes en Grèce à la demande de sa mère auprès de saint Syrénat, son confesseur. D’autres sources le font naître en Auvergne. Il aurait été supplicié et décapité sur un rocher surplombant le Creux de l'Enfer à Thiers, selon Grégoire de Tours pour ne pas avoir dévoilé le lieu dans lequel son maître était retiré. Ce rocher est situé dans le quartier médiéval de la ville de Thiers et sur l'éperon rocheux fut construite la collégiale romane Saint-Genès. Grégoire de Tours nous affirme que ce n'est que grâce à un miracle qu'on découvrit trace de sa sépulture qu'au VIe siècle. Il serait mort revêtu de l'aube blanche de son baptême.

## Églises, chapelles sous son vocable
- Église Saint-Genès de Thiers